# فرانك تورنبول
فرانك تورنبول هو لاعب هوكي الجليد كندي، ولد في 13 يناير 1954 في وينيبيغ في كندا.

## وصلات خارجية
- فرانك تورنبول على موقع EliteProspects.com (الإنجليزية)
- فرانك تورنبول على موقع HockeyDB.com (الإنجليزية)
- فرانك تورنبول على موقع Hockey-Reference.com (الإنجليزية)